# لرد ۱۶۱۹۲
سیارک ۱۶۱۹۲ (به انگلیسی: 16192 Laird، نامگذاری:2000AU207) شانزده هزار و صد و نود و دومین سیارک کشف شده‌است که در ۴ ژانویه ۲۰۰۰ کشف شد.
قدر مطلق سیارک برابر ۹.۳ است.